# Zbieżność prawie wszędzie
Zbieżność prawie wszędzie ciągu funkcji względem (pewnej) miary – rodzaj zbieżności ciągów funkcyjnych rozważany w teorii miary i analizie matematycznej. Pojęcie to pojawiło się w sferze zainteresowań matematyków z początkiem XX wieku. W teorii prawdopodobieństwa i statystyce znane jest ono pod nazwą zbieżność z prawdopodobieństwem 1 lub prawie na pewno.

## Definicja

### Teoria miary
Niech {\displaystyle (X,{\mathfrak {M}})} będzie przestrzenią mierzalną oraz niech {\displaystyle \mu \colon {\mathfrak {M}}\longrightarrow [0,\infty ]} będzie miarą. Niech {\displaystyle (Y,d)} będzie przestrzenią metryczną, {\displaystyle A\in {\mathfrak {M}}} oraz {\displaystyle f_{n},f\colon A\longrightarrow Y.}
Mówimy, że ciąg {\displaystyle (f_{n})_{n\in \mathbb {N} }} jest prawie wszędzie zbieżny do funkcji {\displaystyle f} (względem miary {\displaystyle \mu } na zbiorze {\displaystyle A}), jeśli istnieje zbiór mierzalny {\displaystyle B\subset A,\mu (B)=0} taki, że
{\displaystyle \lim _{n\to \infty }f_{n}(x)=f(x)} dla {\displaystyle x\in A\setminus B.}
Ciąg funkcji {\displaystyle (f_{n})_{n\in \mathbb {N} }} jest więc zbieżny prawie wszędzie do funkcji {\displaystyle f,} jeśli jest on zbieżny punktowo do funkcji {\displaystyle f} poza zbiorem miary zero.

### Teoria prawdopodobieństwa
Niech {\displaystyle (\Omega ,{\mathcal {F}},P)} będzie przestrzenią probabilistyczną.
Przypadek jednowymiarowy
Niech {\displaystyle X,X_{1},X_{2},\dots :\Omega \to \mathbb {R} } będą zmiennymi losowymi. Mówimy, że ciąg zmiennych losowych {\displaystyle (X_{n})_{n\in {\mathbb {N} }}} jest zbieżny z prawdopodobieństwem 1 (prawie na pewno) do zmiennej {\displaystyle X,} jeżeli
{\displaystyle P\left(\{\omega \in \Omega :\lim \limits _{n\to \infty }X_{n}(\omega )=X(\omega )\}\right)=1.}
Przypadek wielowymiarowy
Niech {\displaystyle X,X_{1},X_{2},\dots :\Omega \to \mathbb {R} ^{s}} będą wektorami losowymi. Mówimy, że ciąg wektorów losowych {\displaystyle (X_{n})_{n\in {\mathbb {N} }}} jest zbieżny z prawdopodobieństwem 1 (prawie na pewno) do wektora {\displaystyle X,} jeżeli
{\displaystyle \bigwedge \limits _{\varepsilon >0}\ \lim \limits _{n\to \infty }P\left(\bigcap \limits _{k=n}^{\infty }\{\omega \in \Omega :||X_{k}(\omega )-X(\omega )||<\varepsilon \}\right)=1,}
gdzie {\displaystyle ||\cdot ||:\mathbb {R} ^{s}\to [0,\infty )} oznacza normę euklidesową w {\displaystyle \mathbb {R} ^{s}.}

## Własności
- Każdy ciąg zbieżny prawie jednostajnie jest zbieżny prawie wszędzie.
- Jeśli miara {\displaystyle \mu } jest skończona oraz ciąg {\displaystyle (f_{n})_{n\in \mathbb {N} }} jest {\displaystyle \mu }-prawie wszędzie zbieżny do funkcji {\displaystyle f,} to ciąg ten jest zbieżny według miary (do tej samej funkcji). W szczególności, jeśli ciąg zmiennych losowych określonych na danej przestrzeni probabilistycznej jest zbieżny z prawdopodobieństwem 1 to jest on zbieżny według prawdopodobieństwa.